# Simon Graf
Simon Graf (* 1603 in Schäßburg; † 25. März 1659 in Schandau; auch Simon Graff) war ein deutscher lutherischer Geistlicher und Kirchenlieddichter. Zuerst war er Feldprediger, dann ab 1634 Pfarrer in Schandau. 56-jährig verstarb er dort. Er hatte eine Sammlung von Kirchenliedern veröffentlicht, wobei nicht mehr ermittelt werden kann, ob die unbekannteren Lieder der Sammlung von ihm stammen. Ihm wird außerdem häufig das Lied Christus, der ist mein Leben, Sterben ist mein Gewinn zugeschrieben, das allerdings bereits 1609 veröffentlicht wurde und somit nicht von Graf stammen kann.

## Werke (Auswahl)
- Geistlich edel Herz-Pulver. Leipzig 1631; weitere Ausgaben 1632, 1636 (urn:nbn:de:bsz:14-db-id3364519546), 1648 und 1663 (Digitalisat).
- Scopus Vitae Meae Christus: Das ist: Chur-Sächs. Freud und Leid/ Klag- und Trost-Predigt ... (auf Kurfürst Johann Georg I.). Bergen, Dreßden 1657 (urn:nbn:de:gbv:3:1-26252).